# Власи
Вижте пояснителната страница за други значения на Власи.
Власи е общо наименование на няколко отделни романски народа, произлизащи от романизираното население на Югоизточна, Централна и Източна Европа. Народи, наричани власи, са днешните румънци, арумъни, сърбо-власи, мъгленорумъни и истрорумъни, но след създаването на държавата Румъния терминът се използва главно за живеещите на юг от река Дунав. Като власи се самоопределят и част от циганите рудари. В някои случаи терминът „власи“ няма етническо значение.
Произходът на власите е спорен, както и хипотезата, че всички влашки групи имат общ корен. Повечето учени смятат, че те произлизат от римски колонисти и/или романизирани местни жители (даки, траки и илири). Някои изследователи включват сред възможните предшественици още гърците и дарданите (тракийско племе). От романизиран балкански произход са източноримските императори Маркиан, Лъв I, Юстин I, Юстиниан І Велики, Юстин II и навярно Фока.
Власите често се асимилират в общностите, сред които живеят или преминават от една общност към друга. Има посърбени власи – например известният сръбски писател-хуморист Бранислав Нушич. Тази мобилност често води до противоречиви мнения относно произхода на това население.

## Етимология
Екзонимът „влах“, в сръбски влах, руски волох, полски włoch, се приема за заемка от старонемското walh – латиноговорещ келт, чужденец. Смята се, че името Уелс (Wales, Welsh, староангл. Wealas) отразява същото старонемско walh – латинец, така англите и саксите са наричали заварените частично романизирани брити.
Възможно е да се търси връзка с албанското plak – възрастен мъж, респ. старейшина, глава на семейство, в латиноезичните извори етнонимът влах се предава като blac. Близко е и фригийското balaios – силен, в пракелтски *balko, староирлански balc, средноирландски balch, съвр. ирландски uallach, кимвърски balch, корнуелски balgh, бретонски balc'h – горд, смел, силен, доволен, свободен човек. Власите са свободни пастири, неподчиняващи се на никого, респ. горди и свободни хора. Албанската дума plak – глава на семейство, старейшина е показателна с нейните близки келтски паралели. Във формирането на средновековните власи, вероятно са взели участие и латинизирани келти, обитавали Панония, с център гр. Валкум. Например етнонимът гали, добре се обяснява от ирландското gal – храбрец, побеждаващ.
Съществува мнение, че влах означава пастир. Според изследователката Галина Вълчинова етнонимът „власи“ особено през османската епоха има значение на пастирско население, практикуващо отгонно овцевъдство.
Етимологията на „цинцари“ е от произношението на числителното „пет“ на арумънски: цинце.

## Влахия
В миналото повечето власи са овчари и мигрират в търсене на по-добри пасища. Това обяснява анклавите от власи, които се срещат навсякъде из Балканите, както и на север до Полша, а на запад до Чехия и Хърватия. Тези области, населени с власи, са наричани Влахия или Влашко от съседните славянски народи.
- У(н)гровлахия, по-късно Влашко – между Карпатите и Дунав, деляща(о) се на:
  - Мунтения (Голямо Влашко) – на изток от река Олт
  - Олтения (Малко или Долно Влашко) – на запад от река Олт
- Молдовлахия, Черна Влахия или Молдавия – между Карпатите и Днестър
- Горна Влахия – в Епир
  - Москополе
- Велика Влахия – в Тесалия
- Малка Влахия – в Етолия, Акарнания, Дорида и Локрида
- Стара Влашка – и в Босна – виж Романия
- Бяла Влахия – в Мизия
- Морлахия или Черна Влахия – в Далмация
- Сремска Влахия – на река Сава
- Моравска Влахия – в Чехия

## Култура
Както и при езика, културните връзки между северните власи (румънци) и южните власи (арумани) са прекъснати през 10 век и оттогава те са подложени на различни културни влияния:
- Румънската култура е била подложена на асимилационен натиск от славяните, а по-късно от унгарците и немците (главно в Трансилвания). През 19 век се засилва влиянието на Западна Европа, най-вече на Франция.
- Арумънската култура е силно повлияна от Византия и Гърция.

Преобладаващата религия на власите е православието, но в някои области те са католици или протестанти (в Трансилвания). Известен брой власи в днешна Гърция дори приемат исляма и след размяната на население от 1923 се преселват в Турция.

## Неетническа употреба
В отделни случаи терминът „власи“ няма етнически смисъл. В широк балкански ареал през Средновековието под „власи“ се разбира пастирско население, практикуващо сезонно скотовъдство, независимо от етническата му принадлежност.
Според Петър Коледаров сред католиците в някои страни на Средновековна Европа терминът „влах“ е бил равнозначен на „източноправославен“, с пейоративен оттенък.
Една от възможните употреби на „влах“ в днешна Гърция е със значението на „невеж селяндур“.